# Columbus Automobile Company
Columbus Automobile Company war ein US-amerikanischer Hersteller von Automobilen.

## Unternehmensgeschichte
Das Unternehmen hatte seinen Sitz in Columbus in Ohio. Im Jahr 1900 stellte es einige Automobile her, die als Benz Spirit vermarktet wurden.

## Fahrzeuge
Das einzige Serienmodell wurde Le Duc genannt. Bis auf die geänderte Lenkung entsprach es einem Modell von Benz & Cie. Ein Einzylindermotor mit 5 PS war im Heck montiert und trieb die Hinterachse an. Die Karosserie wird als Runabout beschrieben.
Außerdem warb das Unternehmen damit, innerhalb von 60 Tagen jedes gewünschte und in Auftrag gegebene Fahrzeug vom leichten Rennwagen bis zum schweren Lastkraftwagen liefern zu können. Es ist unklar, ob tatsächlich Fahrzeuge nach solchen Aufträgen entstanden sind.